# تولیو پاندولفینی
تولیو پاندولفینی (ایتالیایی: Tullio Pandolfini; ۶ اوت ۱۹۱۴ – ۲۳ آوریل ۱۹۹۹) بازیکن واترپلو اهل ایتالیا بود.